# プライマーク
プライマーク（英: Primark, [ˈpraɪmɑːrk])は、アイルランドのファストファッションブランドである。アソシエイテッド・ブリティッシュ・フーズの子会社。なお、アイルランド国内でのみペニーズ名義で展開している。

## 概要
1969年、アイルランドのダブリンに一号店をオープン。

## 歴史
1969年6月、アーサー・ライアンがウェストン家（1935年にアソシエイテッド・ブリティッシュ・フーズを設立）に代わってダブリンのメアリー・ストリート47番地に設立した。1971年、ダブリン以外で初めてコーク (アイルランド)とベルファストの都市に最初の主要店舗がオープンした 。
その後、同社はアイルランド国外として英国に進出し、1973年にはダービー (イギリス)に店舗をオープンした。アイルランド国外では、J.C.ペニーが登録した「Penneys（ペニーズ）」という名称をヨーロッパで使用することができなかった。
同社は「Penneys（ペニーズ）」という名称をアイルランドでは使い続けている
。
2005年、プライマークはイギリスの小売業者リトルウッズの小売店舗を4億900万ポンドで買収し、119店舗のうち40店舗を残し、残りを売却した。
2006年5月、スペインのマドリードにヨーロッパ本土初のPrimark店舗がオープンした。2008年12月にはオランダ、2009年にはポルトガル、ドイツ、ベルギー、2012年にはオーストリア、2013年にはフランス、2014年にはイタリアに出店した。
プライマークは2015年、ダブリンの再開発ビル、アーサー・ライアン・ハウス（旧チャペル・ハウス）に現在の本社を開設した。
2015年、プライマークはボストンに米国1号店をオープンし、その後ニューヨーク、フィラデルフィア、ダンベリー (コネチカット州)、シカゴに店舗を拡大した  。
スペインで約40店舗のチェーンを築いたPrimarkは、2015年10月にマドリードに世界で2番目に大きな2号店をオープンした。世界最大のPrimark店舗は2019年4月11日、バーミンガムにオープンし、旧パビリオンズ・ショッピングセンターの161,000平方フィート（15,000m2）を占め、美容室、ディズニーをテーマにしたカフェ、理髪店などを含む5つのフロアを備え、2022年2月にはイギリスのファーストフードチェーングレッグスの世界最大店舗を追加新設した。 2019年6月13日、プライマークはリュブリャナに店舗を構え、スロベニアに進出した。
2020年3月23日、PrimarkはCOVID-19流行時の政府の規制により、英国内の189店舗を一時閉鎖した。 英国内の153店舗は2020年6月15日に再開した 。ロックダウンの結果、同社は4億3,000万ポンドの売上損失を計上したと同社は報告している。
2020年8月10日、Primarkはポーランド1号店をワルシャワのGaleria Młocinyにオープンし、その後ポズナンに拡大した。2021年6月、Primarkはチェコ共和国1号店をプラハにオープンし、面積は50,590平方フィート（4,700m2）で、中東欧地域のフラッグシップ店舗として提供された。
2021年、Primarkはサステナビリティ戦略を発表し、繊維廃棄物の削減、CO2排出量の半減、Primarkで働く従業員の生活向上を目標に掲げた。
2022年12月15日、Primarkはブカレストにルーマニア1号店をオープンした。2023年6月20日、Primarkはブカレストに2号店をオープンした。
2022年11月、Primarkは新しいオンラインサービスとしてクリック & コレクト サービスを発表した。この発表は、同社がCovid-19 のパンデミック渦の店舗閉鎖を余儀なくされた状況で10億ポンド以上の売上損失があった一方、オンライン店舗を持つ競合他社は財務上の損失が少なかったか、全くなかったことを受けてである 。 クリック & コレクト サービスは、イングランド北西部、ヨークシャー、ウェールズ北部の25店舗で、子供向け商品のみを対象に試験的に開始された。しかし、新サービス開始当日はアクセスしようとした人々によって同社のウェブサイトがクラッシュした。

## 商品展開
プライマークは、ベビー・子供服、婦人服、紳士服、ホームウェア、アクセサリー、靴、美容製品、菓子など、多様な商品を提供している。同チェーンは、一般的な価格より安い衣料品を販売している。
2014年から、プライマークはメイクアップ製品の販売を開始した 。 2018年1月から、プライマークはヴィーガンスナックの販売を開始した。 プライマークの共同創業者であるローラ・オサリバンは、新しいスナックへの支持を表明した。
ZARAやH&Mといった小売業者とともに、プライマークは現代のファストファッションのトレンドに貢献している。Economist誌のPrimarkに関する記事によると次のように評されている。「大衆の買い物客にとって、Primarkはトレンディな服を驚くほど低価格で提供するという魅力的な提案をしている。その結果、消費者がアイテムを大量に購入し、数回着用したら廃棄し、また新しい服を大量に買い求めるよう促す、新たなファストファッションが誕生した。」
2020年、Primarkは全80品の環境配慮商品を含むWellnessコレクションを発表した。これは、小売業者として責任を持つというPrimark Cares initiativeの一環である。

## 労働慣行
2006年、プライマークは、サプライチェーンにおける労働基本権問題に取り組む企業、労働組合、非政府組織である倫理取引イニシアチブ（ETI）に加盟した。ETI加盟企業は、国際労働機関の中核的条約に基づく行動規範の実施に向けて取り組むことを約束している。
2008年12月、英国の慈善団体『War on Want』は、新たな報告書『Fashion Victims II』を発表し、プライマークに供給しているバングラデシュの工場の状況は、同団体が初めて工場を訪れてから2年経っても改善されていないことを明らかにした。
2009年1月9日、英国放送協会(BBC)/オブザーバー (イギリスの新聞)による雇用慣行に関する調査を受け、あるサプライヤーはETIによってプライマークの店舗とウェブサイトからブランドを削除させられた。この調査では、不法移民労働者の使用が疑われ、労働者の賃金は英国の法定最低賃金を下回っていると主張した。
2011年6月16日、BBCトラストの編集基準委員会（ESC）は、パノラマ番組として「Primark：オン・ザ・ラック」を2008年6月に放送した。この番組は、プライマークに供給しているインドの工場の劣悪な労働環境を調査する覆面調査ドキュメンタリーだった。その後、プライマークはインドのサプライヤーとの取引を停止したが、ESCは番組の映像が「捏造された可能性がないよりは高い」と言及した。ESCはBBCに対し、オンエアでの謝罪と、番組の再放送や他の放送局への販売禁止を指示した。プライマーク社は、番組に関する問題に対処するために特定のウェブサイトを作成した。
2011年と2012年、プライマークはEthical Trading Initiativeの「リーダー」ステータスを獲得した。
2013年6月、ウェールズのスウォンジーの店舗で購入された衣料品から、SOSのメッセージが縫い付けられた2枚のラベルが発見された。プライマークは、サプライチェーンがこれらのラベルメッセージがデマであることを示したと主張した。
また、2014年6月には、アイルランドの顧客からは、数年前にプライマークの店舗で購入したズボンのポケットから、刑務所のIDカードに包まれたSOSメモを発見したとされた。 手紙は中国語で書かれており、囚人が輸出用のファッション服を作るために「牛のように」1日15時間働かされ、与えられた食事は家畜以下だったことを報告する内容であった。
その1年半後、中国人の服役者からのSOSとされるメモが、プライマークで購入した靴下から発見された。
2018年12月、同店のコルチェスター支店で購入した靴下の中から骨が発見された。